# 140년

## 연호
- 후한(後漢) 영화(永和) 5년

## 기년
- 후한(後漢) 순제(順帝) 15년
- 신라(新羅) 일성 이사금(逸聖泥師今) 7년
- 고구려(高句麗) 태조대왕(太祖大王) 88년
- 백제(百濟) 개루왕(蓋婁王) 13년

## 탄생
- 후한 말의 정치가 갑훈